# Erbo Graf von Kageneck
Erbo Graf von Kageneck (né le 2 avril 1918 et mort le 12 janvier 1942) est un aviateur allemand. Issu d'une famille noble de longue lignée, il participa à la Seconde Guerre mondiale en tant que pilote de chasse au sein de la Luftwaffe. Crédité de 67 victoires en combat aérien, il sera grièvement blessé en Afrique du Nord fin décembre 1941 et n'en survivra pas. Il faisait alors partie des dix plus grands as de l'armée de l'air allemande.

## Biographie

### Enfance
Erbo Graf von Kageneck est le quatrième des six enfants (cinq garçons et une fille) du comte Karl von Kageneck et de Maria (surnommée Ria) baronne Schorlemer. Prénommé Arbogast en hommage à un lointain chevalier Kageneck du Xe siècle, son prénom se résuma très vite à Erbo. Son père Karl von Kageneck commandait une brigade d'infanterie pendant la Première Guerre mondiale et Ria sa mère fut volontaire pour servir dans la Croix-Rouge au cours de la même période. Erbo ne vit le jour que grâce à une permission de 48 h à Berlin dont bénéficia son père Karl en août 1917. Constamment au front depuis, et fait prisonnier par les Canadiens en juin 1918, il ne revit sa famille et son dernier-né que fin 1919.
Malgré les contraintes d'après guerre subies par son pays, Erbo von Kageneck vécut une enfance heureuse avec les siens, alternant entre le château familial de Lieser de sa grand-mère maternelle, et une propriété que son père acheta pour cultiver la terre. Ce dernier, d'abord attiré par une carrière politique, se tint finalement à l'écart de tout militantisme, préférant à tous mouvements extrémistes, une ligne modérée conforme aux valeurs de l'empire. Des années plus tard, il sera révolté des discours tenus à la radio par un certain Adolf Hitler à propos des juifs, tout en reconnaissant en cet homme des talents d'orateur et son désir de redresser une Allemagne gangrenée par le chômage et le traité de Versailles.

### Adolescence difficile
Charmant mais turbulent, le jeune Erbo ne s'améliora pas à l'adolescence. Malgré une éducation stricte au collège des jésuites dont bénéficièrent aussi ses trois premiers frères, il détestait l'autorité et était très caractériel. Ses professeurs reconnaissaient toutefois en lui son enthousiasme et l'envie d'apprendre. Le jeune homme était particulièrement adroit de ses mains, et excellait au tir à la carabine. C'est pendant les grandes vacances qu'Erbo fit la connaissance du monde de l'aviation en assistant émerveillé avec toute sa famille à la voltige aérienne auquel se donnaient avec passion d'anciens combattants allemands de la grande guerre. Hitler devint finalement chancelier du président Hindenburg, dont Karl von Kageneck n'attendait rien de bon. Avide de liberté, son fils Erbo tomba pourtant tête bêche dans le mouvement des jeunesses hitlériennes, trop heureux de défiler en rang serré dans les rues de Bad Godesberg en culotte courte et en chemise brune afin d'attirer le regard de jolies filles présentes dans la foule. Il s'avéra en effet qu'Erbo était moins attiré par l'idéologie nationale-socialiste que par un désir fougueux d'échapper à la discipline stricte des jésuites. Catholicisme et nazisme n'étant pas compatibles, tous deux s'accordaient en revanche sur le fait qu'un jeune homme devait rester pur jusqu'à ses 21 ans. C'était mal connaître Erbo von Kageneck qui, tombé amoureux d'une jeune fille de Godesberg, n'hésita pas à braver plusieurs fois l'interdit pour rejoindre sa dulcinée en cachette. Après plusieurs avertissements, Erbo fut finalement renvoyé de l'école.
Sévèrement puni par son père, il fut placé dans un autre établissement mais rien n'y fit : les conquêtes amoureuses primaient sur le travail scolaire. Jusqu'au jour où l'emprunt d'une moto d'un de ses amis se termina dans les décors. Erbo eut l'épaule et le bras gauche sévèrement touchés à tel point que l'amputation fut à un moment envisagée. Il guérit finalement après plus d'un mois mais seule l'armée pouvait désormais sauver un jeune homme de 17 ans cherchant en permanence à se prouver quelque chose. Seul problème, obtenir l'Abitur (ou le bac allemand) était le passage obligé pour devenir officier. Grâce aux relations de sa mère, Erbo put intégrer une troisième école en septembre 1936 et cette dernière année scolaire se déroula sans aucune fausse note, dans tous les sens du terme. Meilleur élève de sa classe, excellent en sport puis diplôme en poche dans la foulée, Erbo était en homme transformé, animé désormais par un seul but : devenir aviateur dans la nouvelle Luftwaffe.

## Carrière militaire

### Débuts
Tout comme ses trois frères cadets avant lui, Erbo intégra donc l'armée mais dut faire un passage obligé de six mois au service du travail obligatoire pour le Reich. Tous étaient très enthousiastes au grand dam de leur père Karl qui voyait cette nouvelle armée idéologique aux antipodes de celle qu'il avait lui-même connue au temps du Kaiser . Erbo apprit à voler sur biplan Arado 25 puis grimpa les échelons en passant sur chasseur opérationnel Arado 68 et Heinkel 51 . Puis vint la nouvelle monture de la Luftwaffe, le Me 109 qui allait devenir le fleuron de cette arme. Au printemps 1939, Erbo intégra la nouvelle JG 1, dont seul un groupe est formé, et vole avec la 2e escadrille (2./JG 1). Fidèle à ses habitudes, le jeune Leutnant fit également une nouvelle conquête amoureuse mais le ciel européen s'assombrissant de plus en plus, son unité fut déplacée en province de Prusse-Orientale fin août 1939.
Erbo ne fut pas seul à faire le déplacement, deux de ses frères Franz-Joseph et Fritz-Leo étaient en partance avec leur régiment d'infanterie pour la France, tandis que l'aîné Clemens-Heinrich arrivait en Poméranie orientale avec son régiment de chars. Le cinquième frère, August, plus jeune, n'a intégré l'armée que quelques mois plus tôt. Le 1er septembre, Erbo von Kageneck, un de ses amis le Leutnant Ludwig Franzisket et la trentaine de pilotes du groupe I./JG 1 décollent à 5 h du matin pour attaquer deux aérodromes près de Grodno . Les succès au sol sont conséquents et les attaques terrestres sont le train-train quotidien des pilotes du groupe durant dix jours. Mais ces derniers n'auront pas l'occasion d'affronter l'adversaire en combat aérien et rentreront frustrés, Erbo le premier.

### Campagne de France et premières victoires
À la drôle de guerre interminable qui suivit succéda la bataille de France le 10 mai 1940 où le concept du Blitzkrieg demeura efficace. Le I./JG 1 se tailla une bonne réputation durant cette bataille où les pilotes font jusqu'à sept sorties par jour. Erbo ouvre son score en abattant un Maurane-Saulnier qui ne sera pas confirmé faute de témoin. Il se rattrape le 12 mai en abattant deux bimoteurs Blenheim au petit matin. Mais l'avance allemande est tellement rapide que les unités changent souvent de base, ce qui n'empêche pas Erbo d'écrire souvent à ses parents. Les 5 et 6 juin, ce sont deux chasseurs de plus qui tombent sous ses coups mais la guerre contre la France se termine bientôt. Erbo a remporté 4 victoires, moitié moins que son ami Ludwig Franzisket de la 1./JG 1 (9 victoires), et très loin derrière le vétéran de la guerre d'Espagne Wilhelm Balthasar et ses 23 succès, meilleur score allemand durant cette campagne. Grâce à sa connaissance de la langue de Molière apprise chez les jésuites, Kageneck put discuter avec quelques prisonniers français. Il constata que beaucoup d'entre eux avaient été enrôlés de force dans l'armée et que l'ambiance était très loin de celle qui régnait au sein de la Wehrmacht .

### Bataille d'Angleterre
Au début de la Seconde Guerre mondiale, la Luftwaffe avait à peine quatre ans d'existence et beaucoup d'escadres ne possédait qu'un seul groupe au lieu d'une dotation nominale de trois. Jusqu'ici sous tutelle du Stab JG 27, le I./JG 1 sera donc renommé III./JG 27 le 5 juillet 1940. Mais même avec des escadres complètes, les chasseurs allemands se heurtaient à de nombreux problèmes : voler longtemps au-dessus de l'eau pour atteindre les côtes britanniques, faible autonomie du Me 109 , adversaires à la hauteur. Le 19 juillet, Kageneck descendit deux Hurricanes mais il est lui-même touché par la DCA anglaise et termine son vol en crashant son avion à l'atterrissage. Résultat, un œil gauche diminué et quelques jours de convalescence chez son oncle pour chasser le chevreuil dans son domaine privé.
En août, l'équilibre entre les forces aériennes allemandes et britanniques était précaire, mais bascula finalement du côté de ces derniers, mieux organisés et combattant au-dessus de leur territoire. Paradoxalement, les scores allemands furent plus élevés que ceux de leurs adversaires, adversaires qui se respectaient mutuellement : dans une de ses lettres, Erbo décrit un épisode où un jeune pilote britannique s'égare dans la campagne normande et se pose à court de carburant sur le terrain du III./JG 27. Les pilotes allemands lui remonteront le moral avec whisky, gin et champagne ! Guéri et promu Oberleutnant, Erbo put améliorer son score : deux Spitfire les 18 août et 2 septembre avant de devenir seize jours plus tard Staffelkapitän de la 9./JG 27, puis de porter son score à 13 à l'issue de la bataille.

### Les Balkans
Ayant renoncé depuis longtemps à envahir la Grande-Bretagne faute d'avoir acquis la supériorité aérienne, Hitler compte sur ses sous-marins pour affaiblir les Anglais. Beaucoup d'unités de la Luftwaffe se retrouvent donc en stand-by comme à l'époque de la drôle de guerre. La III./JG 27 n'échappe pas à la règle et Erbo doit ronger son frein. Pas pour longtemps car Hitler décide de venir en aide à Mussolini qui piétine dans les Balkans. En seulement quelques jours, la Yougoslavie capitule, imitée par la Grèce une semaine après. Tout comme en Pologne, le groupe de Kageneck se contenta d'attaques au sol et ne put livrer aucun combat aérien. Erbo admire le peuple grec pour son courage et critique les Anglais qui les abandonneront en pleine bataille. Ces derniers tenaient toutefois farouchement l'île de Malte et le III./JG 27 dut donc déménager en Sicile. Est déjà présente la 7./JG 26 de Joachim Müncheberg, un as avec plus de 40 victoires mais aussi un vieil ami et camarade de promotion d'Erbo.
Outre le mitraillage et le largage de bombes sur l'île maltaise très bien défendue par la DCA anglaise, Kageneck renoue également avec le succès en abattant quatre Hurricane du 6 au 20 mai, sans aucune perte pour son escadrille (9./JG 27). À cette époque, Erbo se livra davantage dans ses lettres à ses parents. Il regretta son adolescence compliquée et confirma son amour pour Karl son père et Ria sa mère et les remercia tous deux pour leurs soutiens dans les moments difficiles. Il promit également de perpétuer la tradition des Kageneck : fidélité à la patrie, à l'Église et à la famille.
Le 24 mai, le séjour du III./JG 27 était terminé. Désormais, l'objectif numéro 1 de Hitler se situait à l'Est : l'URSS.

### Russie, entre gloire et déception
Erbo von Kageneck ne fut guère enthousiaste quand son groupe se déplaça sur ce nouveau front. Outre la précipitation du départ qui posa des problèmes de logistique, le jeune pilote craignait comme de nombreux Allemands une guerre sur un second théâtre d'opération, qui plus est démesuré, alors même que l'Angleterre n'était pas encore vaincue. Mais l'aviation russe était constituée de chasseurs et de bombardiers dépassés, sans compter des tactiques de combat en deçà de celles des pilotes de la Luftwaffe, déjà aguerris dans les combats à l'Ouest. Pour un as comme Erbo tout comme d'autres, les victoires ne furent qu'une formalité. Le 22 juin 1941, il remporta son premier succès à l'Est, mais la JG 27 perdit ce jour-là le patron de l'escadre Wolfgang Schellmann. Erbo, lui, aligna les victoires mais aussi les sorties, jusqu'à sept à huit par jour, essentiellement dans des attaques au sol, considérées comme bien plus éprouvantes que les combats aériens. L'aviateur réalisa son premier triplé le 27 juin et ajouta 16 victoires de plus à son palmarès en juillet,.
Erbo, tout comme ses quatre frères présents à l'Est, est alors dans la frénésie totale des succès et de l'avancée très rapide allemande. Rien ne pouvait les arrêter, propagande du Reich aidant. L'as était aussi impatient de recevoir la Croix de Chevalier depuis déjà un an. Mais alors que 20 victoires demeuraient nécessaires en 1940 pour décrocher le précieux sésame, il en fallait désormais environ le double, les succès contre les appareils soviétiques étant considérés comme moins méritants. Le 30 juillet, c'est chose faite avec 37 victoires en poche. Mais les doutes quant à une victoire facile sur les Russes s'installent peu à peu dans l'esprit de Kageneck. Le front est immense tout comme les distances, et le ravitaillement tarde à venir. La fatigue due à la fréquence des missions se fait de plus en plus sentir,. Il ne désemplit pourtant pas en août, avec 15 victoires, dont cinq le 14 qui sera son meilleur jour. Le pilote allemand n'en est pas pour autant invincible : lors d'une mission le 20 août, il est lui-même touché par un chasseur soviétique et doit effectuer un atterrissage forcé non loin de ses lignes.
L'as bénéficie d'une permission de moins d'une semaine qu'il partage avec sa famille et les habitants de la ville qui lui font un accueil digne d'un héros. Au programme, beaucoup de repos mais aussi chasse au cerf dans le domaine privé de son oncle. Mais la guerre n'est jamais bien loin et c'est le retour du pilote sur le front. Erbo continue d'amasser les succès et ses mécaniciens le lui rendent bien. À chaque retour de mission victorieuse, ces derniers sont déjà là pour le féliciter comme il se doit en le portant à l'épaule. Le 4 septembre, il en est à 60 avions abattus. Pourtant et malgré les succès, Moscou était encore loin et chacun savait que la ville ne serait pas atteinte avant l'hiver. Le 23 septembre, Kageneck voit la capture d'un de ses ailiers l'Oberfeldwebel Franz Blazitko, titulaire de 30 victoires et second meilleur as du groupe, qui perd ainsi son dixième et dernier pilote. En octobre, les intempéries de l'automne russe transforment définitivement les terrains d'aviation en boue. Armer, ravitailler et faire démarrer un avion deviennent de plus en plus problématique d'autant que les Russes font désormais voler des appareils plus modernes et robustes. Les victoires « faciles » de l'été ne sont plus que souvenir. Erbo parvint toutefois à marquer sa 65e barre de victoire sur la dérive de son Me 109E le 12 octobre, synonyme cette fois des feuilles de chêne. L'as aura réalisé le meilleur score sur cette version du célèbre chasseur.
Le 26 du mois, à la suite du blocage du front, le III./JG 27 retourna en Allemagne pour se rééquiper en Me 109F plus modernes. Erbo lui, fit un détour en province de Prusse-Orientale à bord d'un Ju 52 accompagné du Hauptmann Gordon Gollob alors Kommandeur du II./JG 3. Tous deux reçurent les feuilles de chêne des mains mêmes d'Hitler à la Wolfsschanze. Kageneck délivrera une impression de scepticisme face au Führer, sans doute pensait-il contrairement à son dirigeant que la guerre à l'Est avait déjà mal tourné et qu'elle serait bien plus longue que prévu. Malgré tout, le III./JG 27 aura revendiqué 224 victoires en Russie en quatre mois de combat, la 9./JG 27 se taillant la part du lion avec environ deux fois plus de victoires que les deux autres escadrilles, dont un peu moins de la moitié pour son seul Staffelkapitän.

### Pause nostalgique
Erbo retrouva le sourire en apprenant le déménagement de son groupe en Afrique du nord afin de renforcer le reste de la JG 27 déjà présente en soutien de l'Afrikakorps de Rommel. Finis la pluie et le froid soviétique, retour au temps clément de la Méditerranée. Les pilotes des trois escadrilles du III./JG 27 prirent tout de même le temps de maîtriser leur nouvelle monture et profitèrent aussi de la capitale Berlin. Mais cette grande ville n'était pas pour Erbo : trop bruyante, trop folle. D'autant plus que Goering lui avait offert le grade de Hauptmann et le commandement du III./JG 27, bien souvent synonyme de paperasse au détriment des combats. Il préféra rester Oberleutnant et à la tête de la 9./JG 27.
Il revit ses parents et sa jeune sœur une dernière fois et, toujours aussi charmeur, il rencontra également lors d'une soirée une fille déjà vue l'année d'avant. Ils se promirent l'union l'un à l'autre  avant de se quitter. Le 22 novembre, le célèbre as Werner Mölders - premier pilote à atteindre les 100 victoires aériennes - décède dans un accident d'avion. Erbo est désigné pour porter en tête de cortège le coussin sur lequel se trouvaient les décorations du défunt.

### Dernier combat dans le désert
Le 6 décembre, le III./JG 27 posa ses bagages à l'ouest de Tobrouk avant de déménager deux jours plus tard à Martuba à cause de l'avance des Britanniques. Pour ce qui est d'une météo clémente, Erbo fut servi : vent, sable, puces et le froid glacial la nuit étaient désormais le quotidien des hommes du désert, sans compter les déménagements fréquents. Entre deux, l'as revendiqua deux chasseurs anglais le 12 décembre, mais ce furent ses dernières.
Le 24 décembre, Erbo effectua sa troisième sortie de la journée et se retrouva confronté à plusieurs chasseurs australiens. Erhard Braume, le commandement du groupe, ordonna l'attaque mais un adversaire se glissa en dessous du 109 de Kageneck. Braume le prévint par radio mais trop tard. Touché dans le ventre de son appareil, il reçut des éclats dans la jambe droite et une balle dans le rein droit. Signalant par radio sa blessure à son Kommandeur, Erbo effectua un atterrissage d'urgence sous soleil couchant, plantant le moteur et cassant le train gauche. Il parvint à s'extraire de son cockpit saignant abondamment du bas-ventre. Couché sur l'aile gauche de son avion, il utilisa son paquetage de secours mais sa blessure était grave. Braume survola son ami puis rompit en voyant des troupes amies arriver.
C'est une division motorisée italienne qui le prit en charge. Erbo fut opéré la nuit même à la demande du Maréchal Kesselring avant d'être transporté à Athènes au petit matin. Hélas pour lui, le phosphore présent dans les munitions finit par se répandre dans son sang et provoquer la phlébite . Erbo eut encore la force d'écrire une dernière fois à sa famille, où il mentionna son dernier combat et son amour aux siens. Transféré plus tard à Naples, ses derniers mots furent pour ses parents et il tomba dans le coma. Il mourut le 12 janvier 1942 sans reprendre connaissance avec une jeune infirmière auprès de lui qui en gardera un souvenir touchant et inoubliable.

## Hommages
Erbo von Kageneck fut enterré sous les honneurs militaires allemands et italiens le 14 janvier 1942 dans un cimetière non loin de Naples, où un aumônier allemand prononça un discours élogieux. Sa mère Ria qui avait reçu la dernière lettre de son fils, put assister à la cérémonie. Ironie du sort, elle apprit par un télégramme de son mari Karl, que son second fils Franz-Joseph avait lui aussi trouvé la mort le 29 décembre 1941 près de Moscou . Les condoléances vinrent de toutes parts, y compris du père Walter Strasser qui l'avait renvoyé jadis du collège des jésuites. Fuyant la persécution des nazis, lui et Erbo avaient cependant gardé de bons rapports, notamment par correspondance, où le jeune homme remerciait son ancien professeur pour l'influence positive que ce dernier lui avait donnée. Il lui avait également fait don d'un rosaire qu'Erbo emportait à chacun de ses vols, comme un ange gardien qui veillerait sur lui.
Plus tard, Eduard Neumann, l'une des figures de la JG 27 écrivit : « Je ne peux que dire qu'il avait un rayonnement extraordinaire. Il était la figure centrale sans jamais s'exposer. On peut dire aussi qu'il était un homme noble, non pas par son nom, mais par sa personnalité. J'aimais l'observer, et le comparer à d'autres. Je n'ai jamais entendu quelqu'un dire des choses négatives sur lui. Je ne l'ai vu que quelques jours avant sa terrible blessure… ».
En 1975, sa tombe fut transférée dans une nécropole près du Monte Cassino où il repose désormais avec de nombreux frères d'armes allemands ayant combattu dans le sud de l'Italie.

## Historique
Erbo von Kageneck remporta 67 victoires en combat aérien, soit 17 sur le front Ouest et 50 sur le front Est, la majorité avec la JG 27, constituant alors les meilleurs scores de cette escadre. Il sera élevé au grade de Hauptmann à titre posthume. Il faudra attendre encore six mois pour que le célèbre Hans-Joachim Marseille ne détrône ce score. Seuls trois autres pilotes dépasseront également celui de Kageneck au sein de la JG 27, cette escadre étant davantage connue pour ses exploits en Afrique du Nord qu'en Russie. En effet, du fait du court passage du II./JG 27 sur le front Est et des cinq mois de présence seulement du III./JG 27 sur ce même front, c'est l'épopée africaine qui fit entrer l'unité dans la légende, Marseille en tête. Le comportement excentrique de ce dernier à ses débuts ressemblait d'ailleurs assez à celui de Kageneck durant son adolescence : charmeur, insolent, talentueux, et fan comme lui de jazz.
Ludwig Franzisket disait de son ami qu'il avait « un profond instinct de chasseur », qu'il était un « artiste qui maîtrise son avion comme un cheval. » Erbo eut plusieurs fois l'occasion d'augmenter son palmarès mais préféra parfois endommager son adversaire pour laisser le champ libre à son ailier du moment pour qu'il puisse obtenir sa première victoire, lui donnant ainsi confiance dans ses futurs combats. Sa pédagogie, son charisme, son talent le rendirent populaire auprès des hommes qui l'entouraient, bien plus que son nom de famille et son ascendance noble. Par l'intermédiaire d'anciens pilotes allemands et australiens devenus amis, un membre de la famille Kageneck, qui avait lu la dernière lettre d'Erbo dans laquelle il décrivait les détails de son dernier combat, put retrouver le pilote qui avait abattu le jeune allemand. Il s'agit de l'as australien Clive Caldwell qui mentionnait dans son journal de bord, un « Bf 109F endommagé à la date de Noël 1941... ». C'était Erbo von Kageneck.

## Remarques
Les autres enfants Kageneck :
- Clemens-Heinrich (1913-2005), capitaine de panzer et également titulaire de la croix de chevalier de la croix de fer avec feuilles de chêne.
- Franz-Joseph (1915-1941), capitaine d'un bataillon du 18e d'infanterie, tué sur le front de Moscou, quelques jours avant son jeune frère, le 29 décembre 1941.
- Fritz-Leo von Kageneck, régiment d'infanterie.
- August (1922-2004), sous-lieutenant de panzer, écrivain et journaliste, qui rendit notamment hommage à son grand frère par ses écrits.
- Elisabeth (née en 1925)